# Baldratia occulta
Baldratia occulta är en tvåvingeart som beskrevs av Dorchin 2001. Baldratia occulta ingår i släktet Baldratia och familjen gallmyggor.
Artens utbredningsområde är Israel. Inga underarter finns listade i Catalogue of Life.